# Giovanni Serra
Giovanni Serra (San Giovanni in Persiceto, 1872 – Pergine Valsugana, 28 februari 1933) was een Italiaans componist en dirigent.

## Levensloop
Over Serra is niet veel bekend. Hij was onder andere van 21 mei 1900 tot 28 februari 1933 dirigent van de Banda Sociale di Pergine. Hij was verder dirigent van de Banda Sociale Di Civezzano, van de Corpo Bandistico di Caldonazzo en, samen met zijn broer Canova, dirigent van de Filarmonica Candiolese, eveneens een harmonieorkest in dezelfde regio. In 1912 schreef hij  een arrangement van B. Lunelli's werk Civezzano op een oude tekst van G.B. Sartori.